# جداية (الشعر)

تعديل مصدري - تعديل

جداية محلة تابعة لقرية العروس، التابعة لعزلة بيت الصائدي بمديرية الشعر إحدى مديريات محافظة إب في الجمهورية اليمنية.، بلغ تعداد سكانها 27 حسب تعداد اليمن لعام 2004.